# 東金やっさまつり
東金やっさまつり（とうがねやっさまつり）は、千葉県東金市で毎年8月の第三土曜日に行われている祭典。
東金青年会議所が木更津港まつりのやっさいもっさいのような新しい市民祭りを作ろうと提案したのが発端で、第1回の開催は1977年（昭和52年）。期間中の動員数は約5万人。2012年からはYASSAフェスティバルとしてリニューアルして開催されている。令和2年（2020）からのコロナ禍では中止になったが、2022年にはテレビアニメ『とーがね!おまつり部』の関連のイベント「東金とーがね！おまつり部まつり」が代替開催という形で行われた。令和5年（2023）からはヤッサ東金祭として復活した。

## 祭りの内容
祭り期間中には東金駅前にある中央公園通りに設置されるメインステージを中心に各地区、団体、企業がそれぞれに趣向をこらした「連」を繰り出し、やっさ音頭を踊りながら行進する。
東金市役所裏の駐車場、東金中央公園、東金中央公民館で、ダンスイベント等が催される。最後には花火大会が開催される。

## 会場
JR東日本東金駅東口中央公園通り周辺。